# Sagotia
Sagotia é um género botânico pertencente à família Euphorbiaceae.

## Espécies
- Sagotia gardenioides
- Sagotia racemosa
- Sagotia tafelbergii
- Sagotia triflora

## Nome e referências
Sagotia Baill.